# Witichis
Witichis (auch Vitigis oder Wittiges; † wohl 542) war von 536 bis 540 König der Ostgoten.

## Leben
Witichis, der nicht aus dem Königshaus der Amaler stammte, aber über militärische Erfahrung verfügte, führte die Ostgoten im Verteidigungskrieg gegen die oströmischen Truppen des Kaisers Justinian I. an. Witichis war nach dem Sturz des Theodahad zum König ausgerufen worden, obwohl er nicht dem Königshaus der Amaler angehörte; allerdings heiratete er daraufhin Matasuentha aus dem Haus der Amaler. Ursprünglich königlicher Leibwächter, war er seit 530 als erfolgreicher Heerführer hervorgetreten. Seine Abwehrmaßnahmen gegen die kaiserlichen Truppen unter Belisar waren zunächst erfolgreich, allerdings scheiterte er blutig bei dem Versuch, das von oströmischen Truppen besetzte Rom einzunehmen.

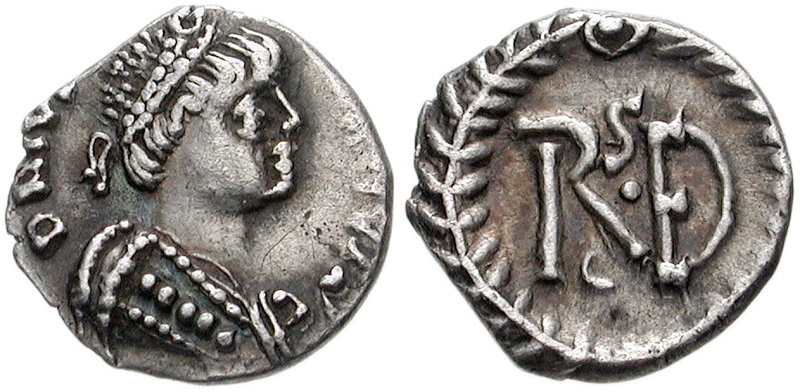
Münze des Witichis

Als die Lage für die Goten immer aussichtsloser wurde, soll Witichis Prokopios von Caesarea zufolge eine Geheimgesandtschaft nach Persien geschickt haben, um die Sassaniden zum Angriff auf die römischen Ostprovinzen zu überreden. Der Großkönig Chosrau I. griff dann 540 auch tatsächlich Ostrom an, doch kam diese Entlastung für Witichis zu spät. Nachdem er sich in Ravenna verschanzt hatte, konnte der kaiserliche Heermeister Belisar im Frühjahr 540 kampflos in die Stadt einrücken. Der König fiel in die Hände der Byzantiner. Laut dem Zeitzeugen Prokopios hatte er zuvor dem Ansinnen gotischer Adliger zugestimmt, Belisar die Kaiserwürde des Westens anzutragen. Witichis wurde nach Konstantinopel gebracht und dort sehr ehrenvoll behandelt. Justinian I. ernannte ihn zum patricius und stattete ihn mit einer großzügigen Pension aus. Damit endete die erste Phase des Gotenkriegs.

## Rezeption
Witichis ist eine Hauptperson von Felix Dahns Roman Ein Kampf um Rom. In dem Historienfilm Kampf um Rom wird Witichis von Florin Piersic dargestellt. Bisweilen wird spekulativ Witichis als Vorbild des Wittich in der Sage von Dietrich von Bern erwogen.